# Falcón (Falcón)
Pour les articles homonymes, voir Falcon.
Falcón est l'une des 25 municipalités de l'État de Falcón au Venezuela. Son chef-lieu est Pueblo Nuevo. En 2011, la population s'élève à 46 215 habitants.

## Géographie

### Subdivisions
La municipalité est divisée en neuf paroisses civiles avec, chacune à sa tête, une capitale (entre parenthèses) :
- Adaure (Adaure) ;
- Adícora (Adícora) ;
- Baraived (Baraived) ;
- Buena Vista (Buena Vista) ;
- Jadacaquiva (Jadacaquiva) ;
- El Vínculo (El Vínculo) ;
- El Hato (El Hato) ;
- Moruy (Moruy) ;
- Pueblo Nuevo (Pueblo Nuevo).